# Sarah Hagan
Sarah Margaret Hagan (Austin (Texas), 24 mei 1984) is een Amerikaans televisie- en filmactrice.

## Leven
Hagan werd geboren in Austin, Texas. Ze treedt op sinds haar zesde, toen haar moeder haar voor het eerst tekende voor muziektheater. Hagan was voor het eerst betrokken bij theatergezelschappen zoals Houston's Playhouse 1960, de Houston Grand Opera (waar ze zong in het kinderkoor), het Crighton Playhouse, de Houston Music Hall en het Bitter Truth Theatre. Van daaruit maakte ze haar schermdebuut in de speelfilm Faith uit 1997, waar ze op 13-jarige leeftijd het titelpersonage speelde; haar tv-debuut was in een aflevering van de Calista Flockhart-serie Ally McBeal in 1999.
Hagan's eerste grote doorbraak kwam toen ze in een terugkerende rol werd gegoten als Millie Kentner op de kortstondige NBC cult-tv-serie Freaks and Geeks (1999-2000). Na de annulering van die show werd ze gecast in de David Alan Grier NBC sitcom DAG, waar ze oorspronkelijk was gecast om Camilla Whitman, dochter van de Amerikaanse president, te spelen; de rol van Camilla werd echter herschikt toen de pilot-aflevering werd vernieuwd voordat deze werd uitgezonden.
Na de leiding van een aantal mede-Freaks and Geeks-castleden verscheen Hagan vervolgens in een aflevering van de kortstondige Fox sitcom Undeclared in 2001. Haar volgende rollen waren een kleine rol in de Jack Black-film Orange County en een gastrol als Melissa in Boston Public in 2002. Daarna werd ze gecast als Potentiële Slayer Amanda in het zevende en laatste seizoen van de hitserie Buffy the Vampire Slayer.

## Filmografie
- Faith (1997)
- Orange County (2002)
- Spring Breakdown (2009)
- Jess + Moss (2011)
- The Most Fun I've Ever Had with My Pants On (2012)
- Orenthal: The Musical (2013)
- Sun Choke (2015)

### Televisie
*Exclusief eenmalige optredens
- Freaks and Geeks (1999-2000)
- Buffy the Vampire Slayer (2002-2003)
- 90210 (2011)
- Breaking Fat (2015)